# Carta islamica dei diritti delle donne nella stanza da letto
La Carta islamica dei diritti delle donne nella stanza da letto, (Islamic Bill of Rights for Women in the Bedroom in inglese) è stata compilata dalla scrittrice femminista musulmana Asra Nomani. Fu promossa negli Stati Uniti nel 2004 dalle Figlie di Agiar (Daughters of Hajar), un gruppo di 7 influenti femministe progressiste musulmane.

## Storia
Nomani scrisse questa Carta in onore di Agar, la madre ancestrale di tutti gli arabi, che ebbe il coraggio di vivere sola nel deserto insieme al figlio Ismaele da cui sarebbe stata generata - secondo la Bibbia e il Corano - la stirpe araba. A proposito Asra Nomani ha dichiarato:
Compilò la lista di ritorno dalla Mecca, dove Asra ebbe modo di notare il trattamento egualitario di tutti gli individui che non aveva modo di notare nella sua moschea di Morgantown (Stati Uniti):

## Elenco dei diritti
I dieci diritti elencati sono:
1. Le donne hanno il diritto islamico di avere rispettose e piacevoli esperienze sessuali.
2. Le donne hanno il diritto islamico di prendere decisioni indipendenti sul loro corpo, incluso il diritto di dire no al sesso
3. Le donne hanno il diritto islamico di prendere decisioni indipendenti sul loro partner, incluso il diritto di dire no ad un marito che sposa una seconda moglie.
4. Le donne hanno il diritto islamico di prendere decisioni indipendenti nella scelta di un partner.
5. Le donne hanno il diritto islamico di prendere decisioni indipendenti sulla contraccezione e la riproduzione.
6. Le donne hanno il diritto islamico di essere protette da abusi fisici, emotivi e sessuali.
7. Le donne hanno il diritto islamico della privacy sessuale.
8. Le donne hanno il diritto islamico di essere esentate da criminalizzazioni o punizioni per atti sessuali consenzienti con adulti.
9. Le donne hanno il diritto islamico essere salvaguardate da dicerie e calunnie.
10. Le donne hanno il diritto islamico alla sanità e educazione sessuale.»

(quote)